# Романов Дмитро Анатолійович
Романов Дмитро Анатолійович (нар. 8 січня 1985, Одеса) — український актор, сценарист, стендап-комік, гуморист, лайф-коуч.
Ведучий рубрики «Світський результат» у шоу «Вечірній Ургант» (2019-2022), учасник телепроектів ТНТ «Stand Up», «Сміх без правил», «Убивча ліга», «Бункер News», «Comedy Баттл» (2013-2018).

## Біографія
Народився 8 січня 1985 року в Одесі.
Закінчив Одеську національну академію харчових технологій за спеціальністю «інженер-механік із зберігання та переробки зерна», але за спеціальністю не пропрацював жодного дня.
Під час навчання в Академії почав грати в КВК, спочатку за факультетську команду, а пізніше і у складі збірної «Республіка Шкід»  .
Покинувши команду, почав виступати в Comedy Одеса і Comedy Київ  . Пізніше потрапив у шоу «Убивча ліга» та «Сміх без правил» на ТНТ, де виступав у дуеті «Зроблено руками» з колишнім товаришем по «Республіка Шкід» Євгеном Воронецьким. Дует став переможцем 5 сезону Сміху без правил  .
З 2010 по 2022 рік жив та працював у Москві. У 2018 році отримав російське громадянство
Виступив проти вторгнення Росії в Україну 2022 року. Виїхав із Росії до Туреччини, потім — до Польщі. Працював волонтером із прийому біженців з України та на пункті сортування гуманітарної допомоги для громадян України.
За словами Дмитра Романова в інтерв'ю Юрію Дудю, він давав у Росії близько 40 концертів на рік, а вартість його виступу становила 350 тисяч рублів. Після вимушеної імміграції продовжує виступати, передає гроші у фонд допомоги українським біженцям  .
У липні 2023 року Дмитро Романов розповів про отримання ізраїльського громадянства  .
25 квітня 2025 року Дмитро Романов та комік В'ячеслав Комісаренко позбавлені російського громадянства та отримали заборону на в'їзд до Росії за ініціативою ФСБ.

### Stand Up
З 2013 року постійний учасник проекту Stand Up на каналі ТНТ.  Також як сценарист працював на ТНТ над російською адаптацією серіалу «У Філадельфії завжди сонячно»  — «У Москві завжди сонячно» де Романов зіграв невелику роль  .
У 2018 році покинув ТНТ і перестав брати участь у гумористичних проектах каналу через необхідність узгоджувати матеріал, а також через права на жарти, які за контрактом залишаються за каналом  . Зайнявся сольною гумористичною діяльністю. Виступав у Державному Кремлівському Палаці , Крокус Сіті холі  . У 2021 році стартував тур Self Made по 50 містах Росії та СНД  .
З 2019 по 2022 рік - автор і ведучий постійної рубрики «Світський результат» у шоу «Вечірній Ургант» на Першому каналі   .
2024 року Романов оголосив, що припиняє виступи як стендап-комік і починає працювати як лайф-коуч.

### Ролі у кіно
- 2008 — «Файна Юкрайна» — Фелікс
- 2015 — «У Москві завжди сонячно»
- 2014 — «Інтерни», 4 сезон, 14 серія — санітар, фактично камео [18]

## Особисте життя
У 2015 році одружився з Тализіною Христиною Вадимівною  .
У 2022 році розлучився після 7 років спільного життя  .